# De Nachtwacht
De Nachtwacht is een schuttersstuk van de Hollandse schilder Rembrandt van Rijn (1606-1669) dat in 1642 gereed kwam. De huidige officiële titel luidt: Officieren en andere schutters van wijk II in Amsterdam, onder leiding van kapitein Frans Banninck Cocq en luitenant Willem van Ruytenburch, bekend als ‘De Nachtwacht’. Op basis van een bron uit de jaren 1650 zou een eerste omschrijving kunnen luiden: 'De compagnie van kapitein Frans Banninck Cocq en luitenant Willem van Ruytenburgh maakt zich gereed om uit te marcheren'.

Aanvankelijk had het schilderij helemaal geen titel. De naam 'Nachtwacht' komt voor het eerst voor in een document uit 1797.
De Nachtwacht is een van de beroemdste schilderijen ter wereld. Op het schilderij staat evenwel geen nachtwacht afgebeeld, maar een schutterij die ook overdag actief was. Hoewel deze titel eigenlijk dus een bijnaam is, staat het schilderij zo in binnen- en buitenland bekend (Frans: La Ronde de nuit; Engels: Night Watch). Het doek toont op de voorgrond de twee schutters uit de officiële titel, vergezeld door andere militieleden, alsmede enkele figuranten, terwijl ze zich aan het opstellen zijn. Het schilderij was Rembrandts bijdrage aan een project van zeven werken, zes schuttersstukken en een portret van de doelheren van de kloveniersschutters, besteld door het Amsterdamse schuttersgilde voor de grote feestzaal van de Kloveniersdoelen. Het is Rembrandts eerste en enige schuttersstuk. 
Vergeleken met andere doeken uit het genre is Rembrandts werk een levendige en gedurfde compositie, waarin de schutterij niet in de gebruikelijke statische opstelling poseert, maar is afgebeeld tijdens het groeperen. Het doek is een rijk werk van een barokke complexiteit, waarin realisme en symboliek vakkundig zijn gecombineerd in een meesterlijke integratie van beweging, licht en kleur, in harmonie gebracht door een fijnzinnig patroon van clair-obscur. In deze aspecten vertegenwoordigt De Nachtwacht het hoogtepunt van Rembrandts schilderkunst.
Het schilderij werd in 1715, of kort daarna, aan alle vier zijden ingekort om het passend te maken voor een andere ruimte. Daarbij verdween onder meer de afbeelding van twee schoolschutters. Tegenwoordig is het schilderij 379,5 cm hoog en 453,5 cm breed. Zonder lijst weegt het 170 kg, met lijst 337 kg. Het schilderij is eigendom van de gemeente Amsterdam. Het hangt sinds 1885 in het nieuwe Rijksmuseum zoals dat toen geopend werd, en sinds 1906 in een speciaal hiervoor gebouwde zaal. 

## Afbeelding

### Voorstelling
In een in uiterlijk 1654 vervaardigd familiealbum van Banninck Cocq staat naast een waterverfkopie van het schilderij de volgende tekst: 'Schets van de Schilderije op de groote Sael van de Cleveniers Doelen daerinne de Jonge Heer van Purmerlandt als Capiteijn, geeft last aen zijnen Lieutenant, de Heer van Vlaerdingen, om syn Compaignie Burgers te doen marcheren.
Het doek toont de schutterscompagnie van de Amsterdamse Wijk II, tussen Damrak en Singel. De schutters met diverse wapens worden afgebeeld bij het verlaten van het schuttersgebouw en het afdalen van enkele treden op een bruggetje. De commandant is kapitein Frans Banninck Cocq, ten voeten uit geportretteerd in deftig zwart met de rode sjerp van zijn rang en een wandelstok. Met een stevig handgebaar onderstreept hij zijn commando, zet zijn stok schrap en begint te lopen. Naast hem zet zijn luitenant Willem van Ruytenburch zich ook in beweging; met in de hand een fraaie lans, een zogenaamde partizaan, naar voren gericht geeft hij de marsrichting aan. Minder prominent zijn de vaandrig (met vaandel), de twee sergeanten (met hellebaard), zes musketiers, vijf piekeniers, drie rondassiers, een zwaarddrager, een tamboerijn, een kruitjongen, twee meisjes (de voorste volgens sommigen een mythologische geest, volgens het Rijksmuseum de mascotte) en enkele niet nader geïdentificeerde personen, waarvan alleen de hoofden of helmen zichtbaar zijn. In totaal stonden op het schilderij in originele staat meer dan dertig personen afgebeeld. Bij het afsnijden in of vlak na 1715 verdwenen twee militieleden en een kind.
De schutters demonstreren het behendig vullen van een musket met kruit (de in het rood geklede man links), het afvuren (de man met pofbroek en helm) en het wegblazen van resten niet ontploft kruit uit de pan van het musket (de man achter de linkerschouder van Van Ruytenburch). De tamboer staat klaar om een roffel in te zetten, een hond die omhoog kijkt, de banieren en lansen zijn geheven, en kinderen rennen tussen de schutters rond.

### Wapens
- Klover: een 16e-eeuws musket, hier zes stuks geheel of gedeeltelijk zichtbaar, vandaar de term 'kloveniers'. Aan de gordel van het meisje in het geel hangt nog een pistool.
- Lans van de luitenant (deze lans heet een partizaan): een stokwapen van twee tot drie meter lengte met een platte, ijzeren kling (punt), waar onderaan kleine vleugels of oren zitten. De drager van dit wapen was bij de 17e-eeuwse schutterijen steevast de luitenant.
- Lansen: vijftien stuks, meestal in gebruik tegen ruiterij.
- Hellebaard: hier afgebeeld in handen van de sergeant (traditioneel de drager van een hellebaard bij schutterijen); dit exemplaar is een fantasiewapen van Rembrandt.
- Zwaarden en een dolk, twee pieken.
- Helmen: enkele helmen, zoals de man pal boven de luitenant, zijn fantasiestukken. Schutters droegen overigens in die tijd geen helmen meer.
- Halsbergen en schilden: vier ijzeren halskragen, onder meer de kapitein en de luitenant. Verder een rond en een ovale ijzeren schild.

### Opmerkelijke kledingstukken
Een saillant detail is dat de pofbroek en de helm van de figuur die als enige op het schilderij een musket afschiet, uit de jaren negentig van de zestiende eeuw stammen. De jas met slitten en de slappe hoed van de tamboer hebben een eveneens zestiende-eeuws uiterlijk. Het meisje in het felle licht draagt fantasiekleding. De kleding van de gardeofficier in rood, aan de linkerkant van het schilderij, geven ook al een zestiende-eeuwse indruk.

### Stijl en compositie
Rembrandt bedacht een dramatische oplossing voor het probleem hoe de vele individuele portretten tot één geheel te maken. De compositie (de ordening van de personen op het doek) en het beeldaspect clair-obscur (afwisseling van licht en donker) zijn met groot gevoel voor evenwicht ontworpen. Op een hecht netwerk van loodrecht op elkaar staande evenwijdig verlopende compositielijnen (gevormd door lansen, geweren en gestrekte armen) is de ordening van het werk doorgeweven met daarbij een accent door goed geplaatste lichtvlekken. Dit is ook het kenmerk van elk groot kunstwerk uit de barok: een vast dwingend onderliggend stramien waarop boeiend en dynamisch gevarieerd wordt, zonder in clichés te vervallen.
Rembrandt hield het schilderij tamelijk donker, waardoor hij met lichteffecten de aandacht op bepaalde partijen kon vestigen. Door verkleuring van het vernis werd het schilderij nog veel donkerder, waardoor onterecht werd aangenomen dat het scenario op het schilderij zich 's nachts afspeelt. Zo kreeg het in de 18e eeuw als bijnaam De Nachtwacht.

### Techniek
Op afstand bekeken mag het doek de indruk van eenheid wekken, toch vertoont de verfbehandeling in de uitgelichte gezichten aanzienlijke variatie. Het gezicht van sergeant Reyer Engelen is vormgegeven met penseelstreken die het modelleren nauwkeurig volgen in een bleke, dunne vleestint waar de donkerder onderlaag soms doorheen schemert, terwijl op de lippen en de uitgelichte wang een rood glazuur is aangebracht. Hoewel het gezicht van de man rechts van hem ongeveer dezelfde hoek ten opzichte van het licht inneemt, is daar precies het tegenovergestelde gebeurd. Op een lichtere, ivoorkleurige onderlaag is het gezicht met brede, verwarde streken vormgegeven in een gevarieerde vleeskleur met veel roze, zonder glazuur. Het hoofd van Herman Wormskerck vangt meer licht en is gedaan in dichte, over elkaar vallende streken vleeskleur, regelmatig parallel aan de lichtinval op een wijze die in geen enkel van de andere hoofden aangetroffen wordt. De centrale groep op de achtergrond is daarentegen meer uniform behandeld.

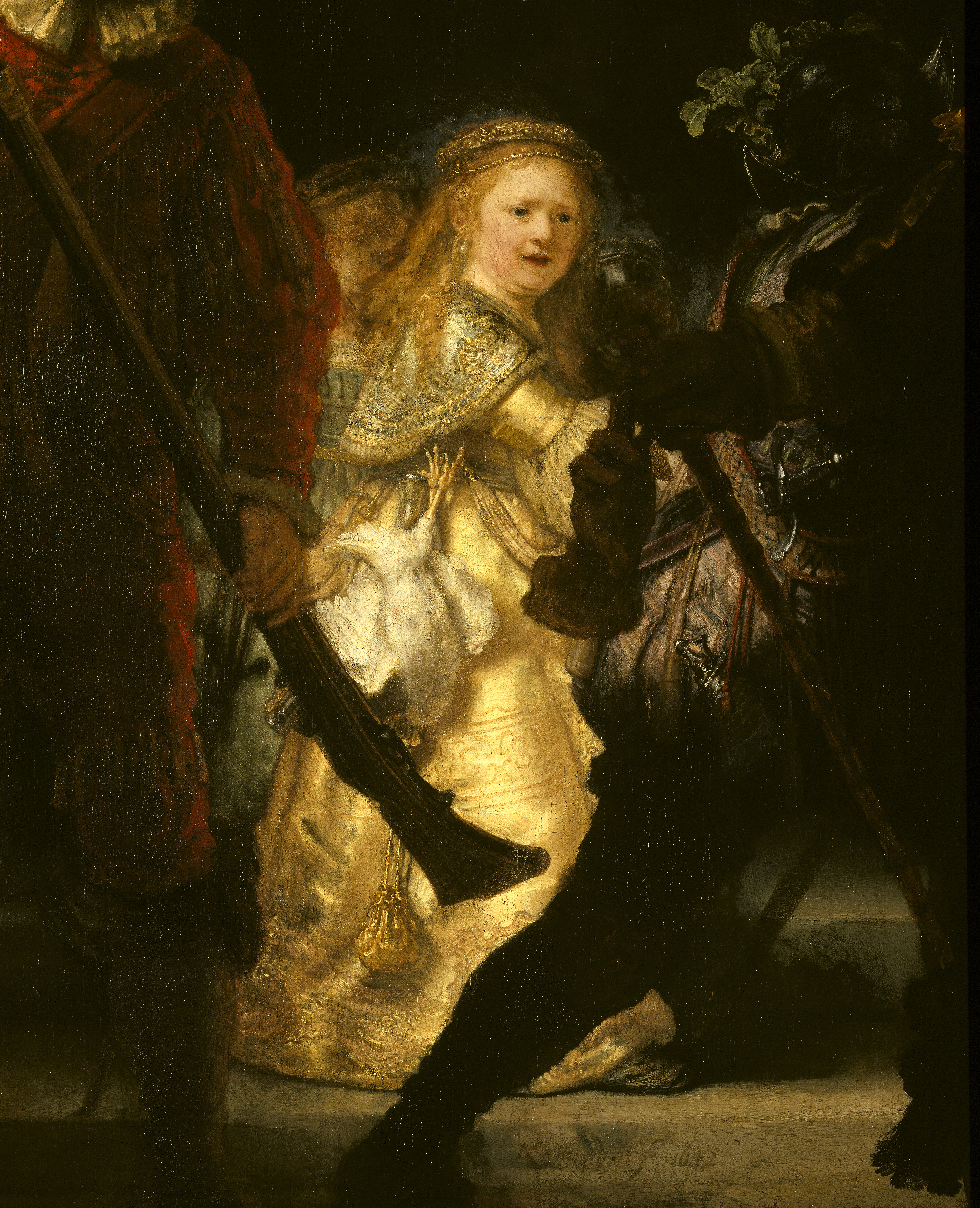
Rembrandts signatuur is aangebracht op de zijkant van de onderste trede, deels onder de rechtervoet van het meisje.

De suggestie van diepte berust op twee technieken. Ten eerste weerlegt de lichtbehandeling de destijds gangbare opvatting dat donkere elementen naast lichte de indruk van een grotere afstand zouden wekken. De in het donker geklede Banninck Cocq 'wijkt' niet ten opzichte van de naast hem in het wit geklede Van Ruytenburch. De uitgestoken hand van Banninck Cocq wordt niet door donkere, maar juist door de belichte witte manchet omgeven en de donkere punt van de lans van Van Ruytenburch wordt omringd door de veel lichtere kleur van zijn uitgelichte broek, wat destijds 'als verbijsterend ruimtelijk' werd ervaren. De tweede techniek is het zogenaamde 'atmosferische perspectief', de suggestie van lucht tussen de elementen, die de atmosfeer een blauw waas verleent die de indruk van afstand creëert. Op deze wijze wordt de afstand tussen Van Ruytenburch en het meisje met de kip, rond wie de schaduwen lichter zijn, vergroot. Wanneer men eenmaal oog heeft gekregen voor deze 'allersubtielste modulaties van licht en toon', aldus kunsthistoricus Ernst van de Wetering, blijkt dat de kwast aan Van Ruytenburchs lans een 'spectaculair voorbeeld' van Rembrandts gebruik van luchtbesef is. Een laatste aspect van de ruimtesuggestie is het aanbrengen van rulle verf voor de contouren op de voorgrond en gladdere voor die op de achtergrond, die daardoor vervagen en 'wegwijken', zodat een atmosferische overgang ontstaat 'die wezenlijk aan de ruimtelijke en atmosferische werking van het schilderij bijdraagt'.
Bij een omvangrijk onderzoek van het schilderij tussen 2019 en 2022 kwam aan het licht dat Rembrandt op een bruine grondlaag een ruwe schets van de afbeelding maakte met kalkhoudende beige verf. Daar overheen is het eigenlijke schilderij gekomen. Deze ontdekking geeft een verklaring voor het ontbreken van voorstudies voor De Nachtwacht.

### Signatuur
De enigszins gesleten, maar nog steeds goed leesbare signatuur 'Rembrandt f 1642' is aangebracht op de zijkant van de onderste trede, onder de rechtervoet van het meisje in het opvallend gele licht.

## Afmetingen

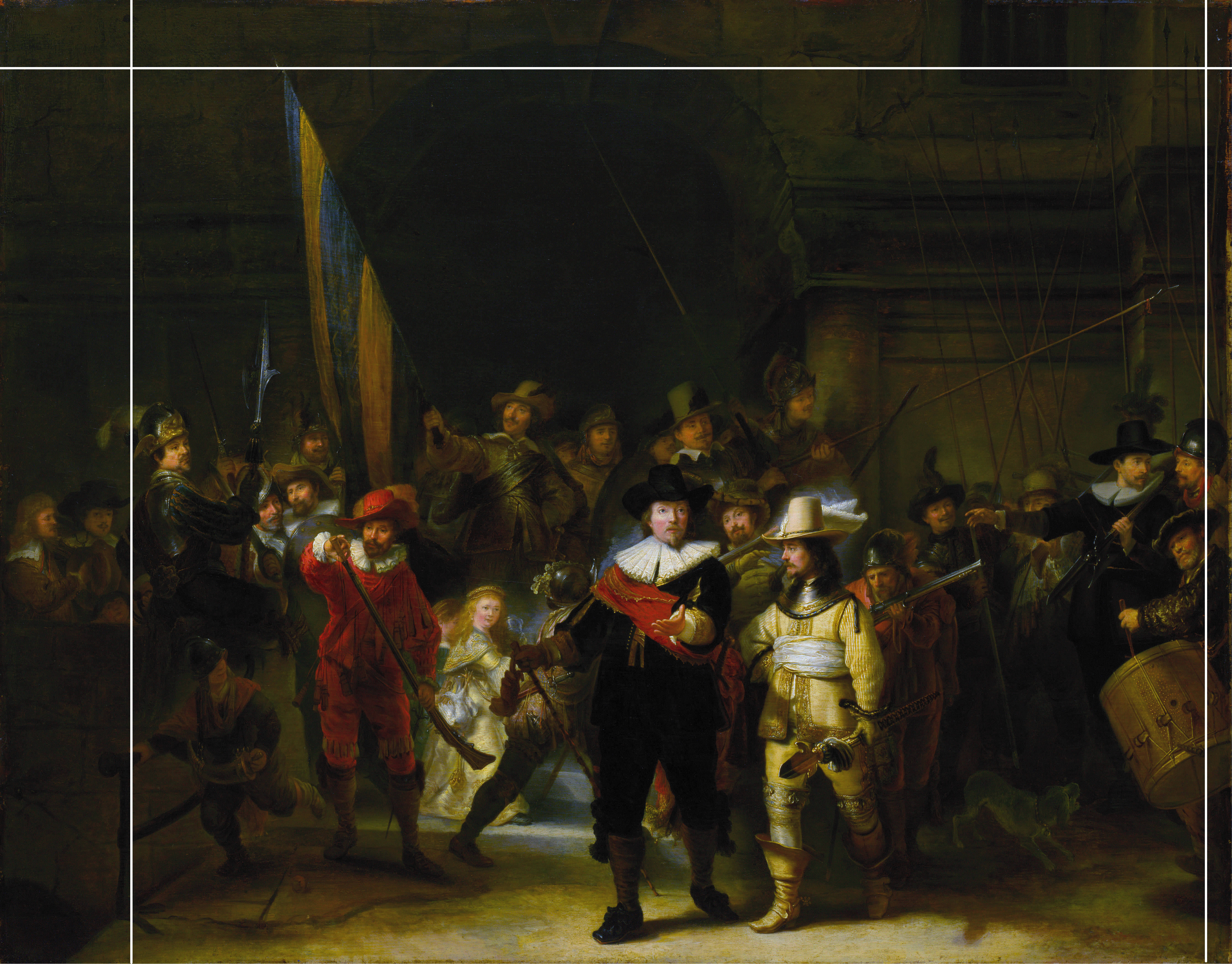
Kopie van De Nachtwacht die toegeschreven wordt aan Gerrit Lundens (1622-1683), ca. 1642- ca. 1655. De in of vlak na 1715 afgesneden stukken zijn gemarkeerd. Olieverf op paneel, 66,5×85,5 cm. De afgesneden delen zijn verloren gegaan. Rijksmuseum Amsterdam.

In 1715 of vlak daarna werd het schilderij ingekort. Het nog resterende originele doek is aan de rechterkant 363 cm hoog en de breedte van het originele doek is 438 cm.  Links is de nog oorspronkelijke lengte 361,5 cm. Via kunstmatige aanpassingen is het doek nu 379,5 cm hoog en 453,5 cm breed.
Het is niet precies bekend hoe groot het originele canvas was en dus ook niet hoeveel er exact is ingekort. Schattingen van de diverse onderzoekers lopen wat de oorspronkelijke hoogte betreft uiteen van 358,7 cm tot net onder 420 cm en voor de breedte van 479 cm tot 523 cm.
Het canvas bestaat uit drie horizontale linnen doeken. Het middelste heeft een breedte van circa 140 cm. Mochten de buitenste doeken, die beide zijn ingekort, oorspronkelijk ook eenzelfde breedte hebben gehad, dan zou volgens de onderzoekers van het Rembrandt Research Project (RRP) het originele beschilderde deel van het schilderij uiteindelijk maximaal iets onder de 420 cm hoog zijn geweest, omdat bij de bevestiging op het raamwerk altijd een beetje van de lengte verloren gaat.
K.H. de Haas meende bij zijn in 1928 gepubliceerde onderzoek dat de maximale breedte van het middelste linnen doek mogelijk zo'n 141,5 cm is geweest, wat overeenkomt met vijf Amsterdamse voet, de lengtemaat die indertijd gehanteerd werd. De Haas oordeelde dat ook de bovenste baan op de originele De Nachtwacht deze maximale breedte had. Volgens hem kwam dat overeen met de weergave op de kopie van Lundens en zou er zelfs aan de bovenkant nog wat doek overblijven voor de bevestiging op het hout. De Haas was ervan overtuigd dat er geen enkele reden is aan te nemen dat op het schilderij zelf de onderste baan ook 141,5 centimeter breed zou zijn geweest.
De drie banen zijn niet gelijkelijk over het doek verdeeld. In mei 1922 werden door het Rijksmuseum tussen de naden de volgende lengtes vastgesteld. Aan de linkerkant 100 cm (bovenste baan), 138,5 cm (middenbaan) en 123 cm (onderste baan). En rechts 105,5 cm (bovenste baan), 140 cm (middenbaan) en 117,5 cm (onderste baan).
In 2021 werd het doek tijdelijk tentoongesteld met reproducties van de ontbrekende stroken, gebaseerd op kunstmatige intelligentie en de kopie van Lundens.

## Betalende leden, plus tamboer
Rond 1653 werd aan het schilderij een schild toegevoegd met de namen van de personen die voor hun beeltenis betaald hadden.
De inscriptie is als volgt: "Frans Banning Cocq, heer van purmerlant en Ilpendam, Capiteijn Willem van Ruijtenburch van Vlaerdingen, heer van Vlaerdingen, Lu[ij]tenant, Jan Visscher Cornelisen Vaendrich, Rombout Kemp Sergeant, Reijnier Engelen Sergeant, Barent Harmansen, Jan Adriaensen Keyser, Elbert Willemsen, Jan Clasen Leydeckers, Jan Ockersen, Jan Pietersen bronchorst, Harman Iacobsen wormskerck, Jacob Dircksen de Roy, Jan vander heede, Walich Schellingwou, Jan brugman, Claes van Cruysbergen, Paulus Schoonhoven".
Ergens in de achttiende eeuw werd een deel van het schrift onleesbaar. De tekst was pas weer in zijn geheel te zien na een ingrijpende restauratie in 1947. Toen kwam ook een achttiende naam tevoorschijn. Onderaan waren eerst alleen de letters 'Schr' te lezen en de gedachte was dat die stonden voor het beroep van Claes van Cruysbergen, die als zeventiende genoemd werd en die schrijver van beroep was. Na een grondige schoonmaak bleek er Paulus Schoonhoven te staan.
De personen staan niet vermeld in de volgorde waarin ze staan afgebeeld, maar zoals gebruikelijk naar de lengte van hun dienstverband. Tot begin 21ste eeuw was slechts van enkele genoemde personen bekend waar ze op het schilderij stonden weergegeven. In 2009 publiceerde historicus Bas Dudok van Heel als eerste waar alle van de op het schild vermelde personen stonden afgebeeld, alsook de correcte naam van de tamboer, die als een van de weinigen niet betaald had, maar toch werd afgebeeld. Deze trommelslager was in loondienst van de schutterij. Volgens Dudok van Heel waren Jan Brughman en Jacob Dirksen de Roy de twee meest linkse figuren op het schilderij. Ze werden begin achttiende eeuw weggesneden. Brughman was volgens Dudok van Heel de meest linkse van de twee.
| Afbeelding | Naam                                                           | Afbeelding | Naam                                                               |
| ---------- | -------------------------------------------------------------- | ---------- | ------------------------------------------------------------------ |
|            | Kapitein Frans Banninck Cocq, Heer van Purmerlandt en Ilpendam |            | Luitenant Willem van Ruytenburch, Heer van Vlaerdingen             |
|            | Kapitein d'armes Jan Adriaensen Keijser                        |            | Musketier Jan van der Heede                                        |
|            | Sergeant Reinier Engelen                                       |            | Jan Pietersen Bronchorst                                           |
|            | Rondassier Herman Jacobsen Wormskerck                          |            | Musketier Elbert Willemsen                                         |
|            | Vaandrig Jan Visscher Cornelissen                              |            | Rondassier Claes van Cruijsbergen                                  |
|            | Piekenier Jan Ockersen                                         |            | Piekenier Walich Schellingwou                                      |
|            | Musketier Jan Claesen Leijdeckers                              |            | Piekenier Barent Harmansen Bolhamer                                |
|            | Sergeant Rombout Kemp                                          |            | Piekenier Paulus Schoonhoven                                       |
|            | Tamboer Jacob Jorisz                                           |            | Schild met de namen van de afgebeelde personen die betaald hebben. |

## Bijnaam
De bijnaam De Nachtwacht komt voor het eerst voor in een document uit 1797. In een ordonnantie uit 1650, die door Banninck Cocq is ondertekend, wordt van een dagwacht en een nachtwacht gesproken, waarmee het betrekken van de wacht door de schutters bedoeld wordt. Toch acht kunsthistoricus Gary Schwartz het niet waarschijnlijk dat hierin de verklaring voor de naam van het schilderij schuilt: het thema is immers niet het op wacht staan.
Waarschijnlijker vindt Schwartz het dat de naam pas werd gebruikt nadat men ervan overtuigd was geraakt dat het een nachtelijk tafereel betrof. Schwartz wijst erop dat de stadsrestaurator Jan van Dijk in 1758 sprak van 'een sterk Zonnelicht', alsof hij een bestaande opvatting wilde tegenspreken. Het RRP vat de opmerking daarentegen op als aanwijzing dat de voorstelling toen nog werd beschouwd als zich afspelend bij daglicht en dat de – overigens nooit unaniem geaccepteerde – bijnaam in een onbewaakt moment laat in de achttiende eeuw ontstond, uit misverstand, gevoed door verdonkering van het doek. Hoe het ook zij, het oudste document waarin het doek De Nachtwacht genoemd wordt, is een brief van Lambertus Claessens aan de Nationale Raad van de Bataafse Republiek, geschreven ter begeleiding van een geëtste kopie van het werk. Claessens spreekt in de brief van 'De Nagtwagt'. De bevestiging van de ontvangst van deze ets is gedateerd op 27 oktober.

Details
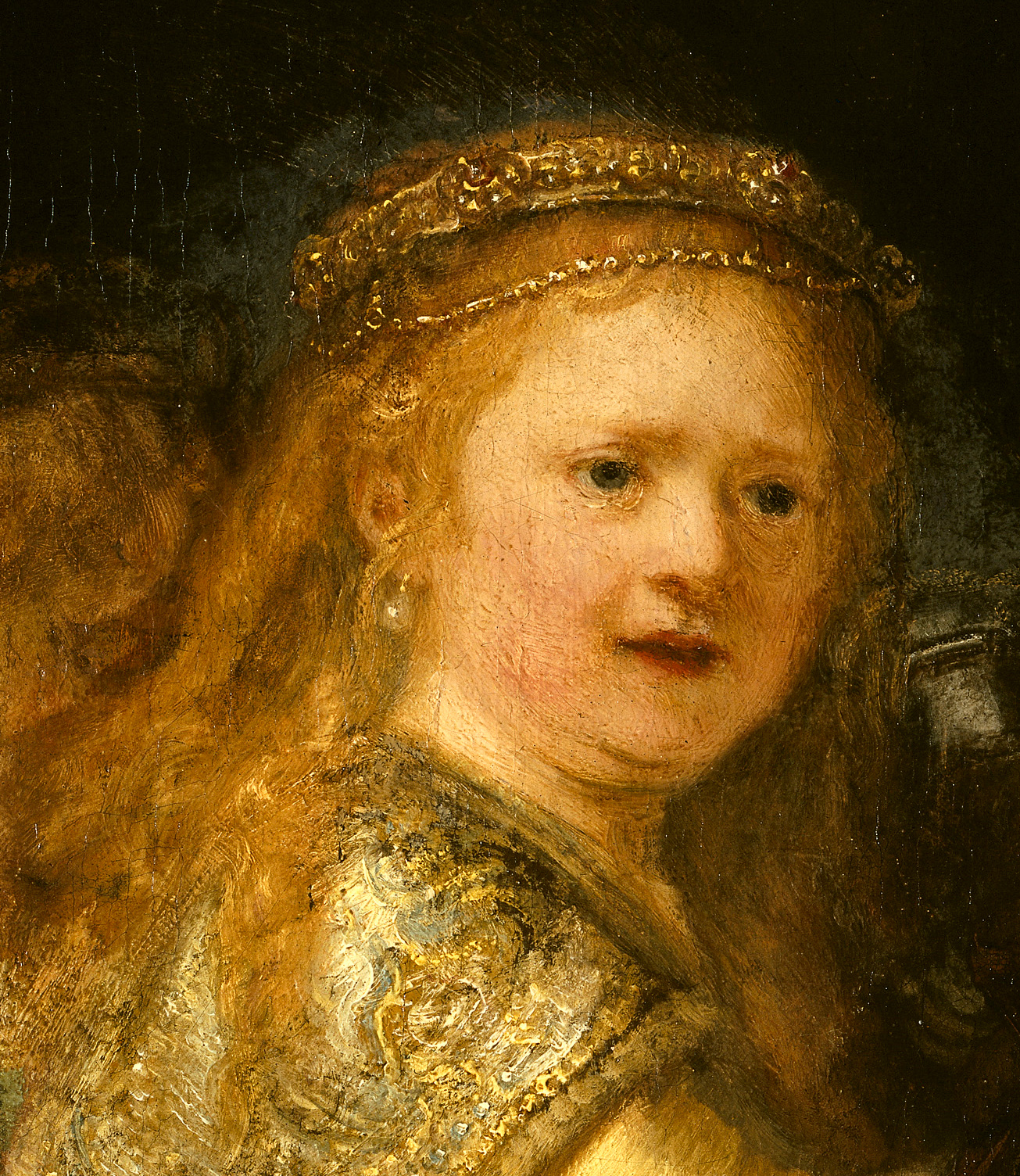
Meisje
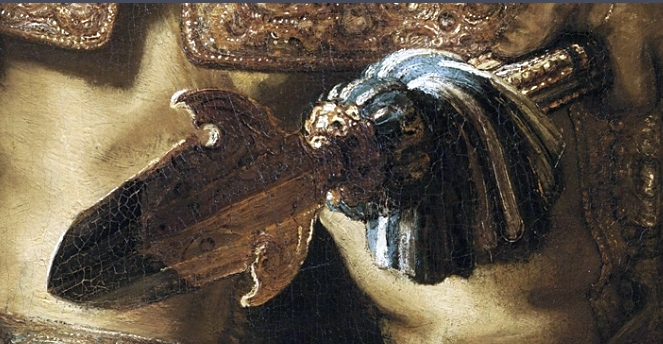
Lans
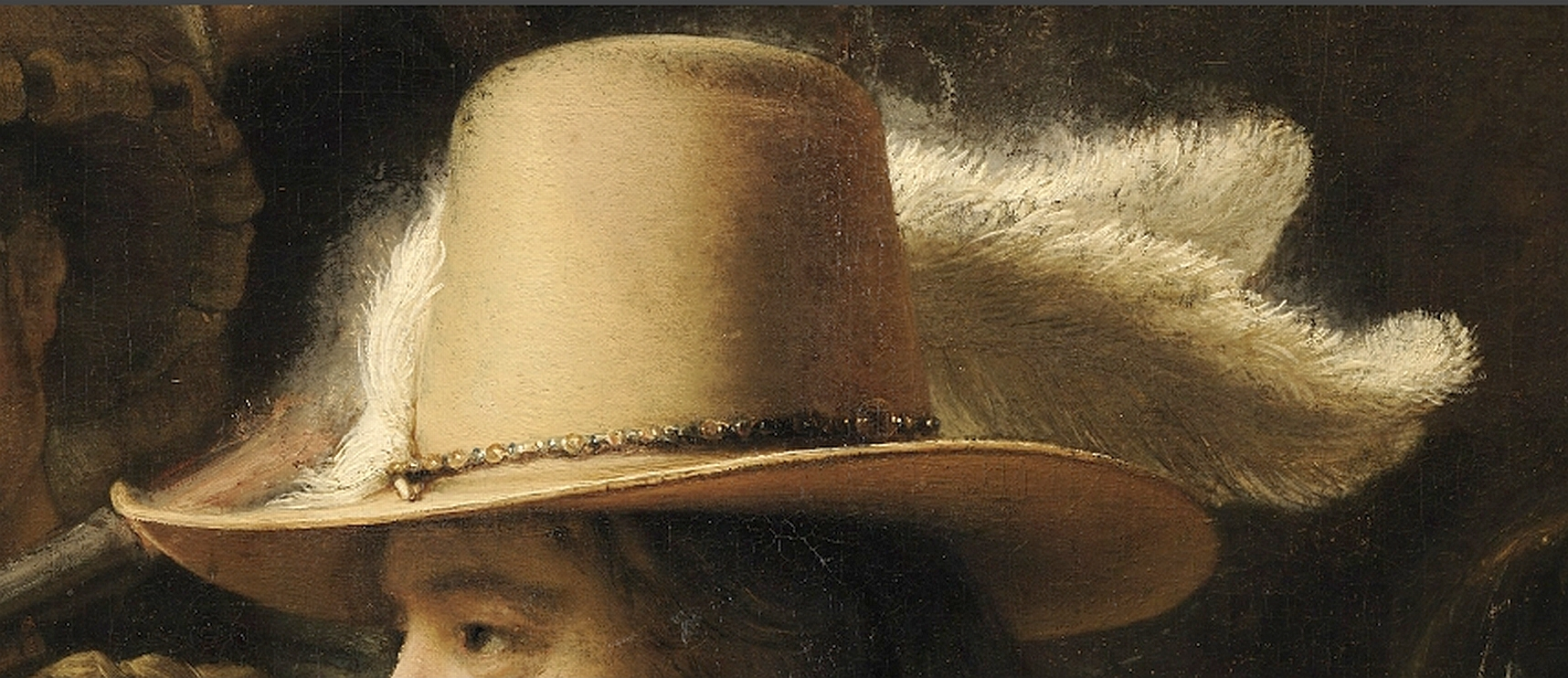
Hoed

## Inspiratie weergave schutters

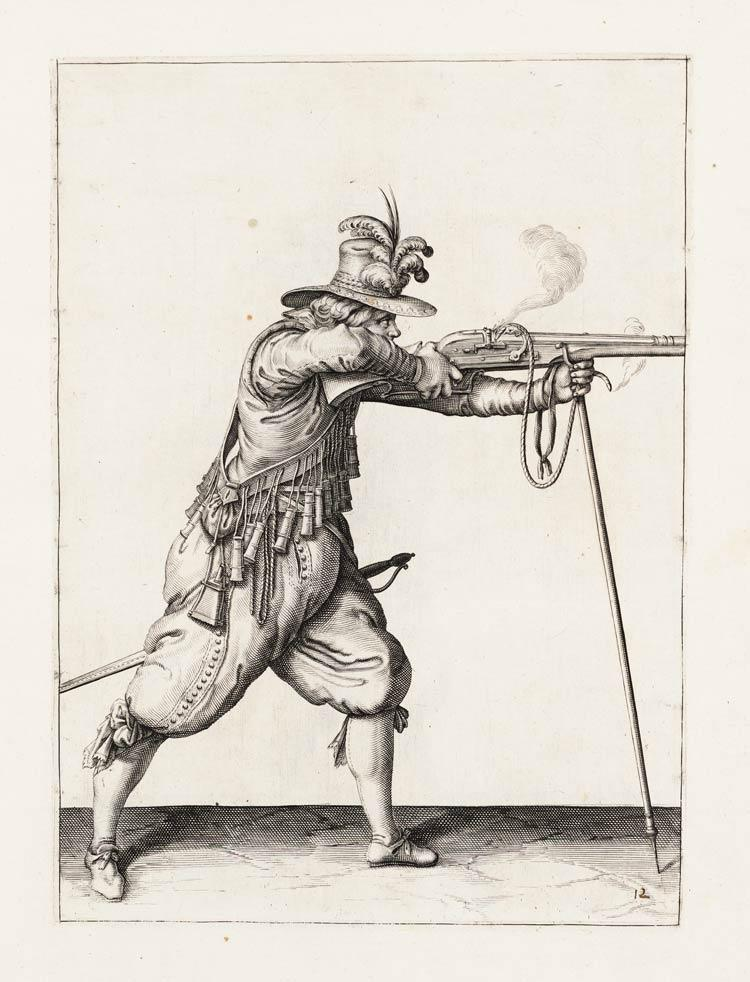
Door Rembrandt nagevolgde afbeelding van de vuurhouding uit De Gheyns Wapenhandelinghe uit 1607.

De houding van drie kloveniers is losjes ontleend aan het exercitiehandboek voor het Staatse leger, de Wapenhandelinghe, van Roers Musquetten ende Spiessen (1607) van Jacob de Gheyn (II). De eerste is de kleine figuur die achter de kapitein zijn musket afvuurt, een pose die meteen uitwijst dat geen realistisch tafereel beoogd werd. Het was namelijk verboden een schot af te vuren bij het uitmarcheren. De oneigentijdse kledij van de schutter is een motief dat hem buiten de realiteit plaatst en binnen de sfeer van de geschiedenis of de allegorie brengt.
De twee andere uit dat boek afkomstige poses zijn de in het rood geklede musketiers in de middengroep. De in het rood geklede man achter Van Ruytenburch die de na een schot achtergebleven kruitresten van zijn musket blaast, verricht een handeling die dus evenmin had kunnen plaatsvinden. De andere, ten voeten uit geschilderd terwijl hij kruit in zijn musket giet, vertoont een stap die in de handleiding van De Gheyn wordt gedemonstreerd door een musketier die met zijn rug naar de toeschouwer staat afgebeeld. Door hem om te draaien kan zijn wapen volledig getoond worden. Daarnaast zijn er aanwijzingen dat een niet bewaard gebleven schilderij van Jan Tengnagel het model heeft geleverd voor de schutter die links ten voeten uit is geschilderd bij het laden van zijn musket. Tengnagel had De Gheyns afbeelding niet goed begrepen 'en Rembrandt kopieerde zijn vergissing: de kolf van een musket moet niet bovenhands worden vastgepakt maar onderhands'.
Het handboek van De Gheyn was eveneens de leverancier van de houdingen der piekeniers. De eerste fase van het richten van de piek wordt verricht door de figuur met de pluimhoed die rechts op het doek staat. De tweede beweging, het aan de schouder brengen van de piek, wordt uitgevoerd door de man met de hoge hoed die achter de kapitein staat. De gehelmde schutter achter de luitenant, ten slotte, voert een beweging uit van de draaghouding door de piek diagonaal over de borst te houden.

## Interpretaties
Rembrandt bereikte een sfeer vol opwinding, door rijke contrasten tussen licht en donker, tussen glanzende en doffe kleuren, door grote variatie in houdingen, gebaren en gelaatsuitdrukkingen in tegengestelde bewegingen dwars over het beeldvlak en uit het beeldvlak weg, door een complexe ruimtelijke opzet, die de blik zigzaggend naar voren en naar achteren leidt.
Het geheel wekt de indruk van een dynamisch ogende momentopname. Rembrandt gaf het onderwerp vorm als een scène uit een toneelstuk. Hij regisseerde zijn portretklanten in een halfdonkere toneelruimte, waar rondzwervende lichtplekken hun gezichten zo markeerden dat zij als portret nog net herkenbaar waren. Niet eerder was een schuttersstuk met zo veel bravoure en kunstzinnige eigenzinnigheid behandeld.
Schwartz schetst een sceptisch beeld van de betrouwbaarheid van duidingen van - delen van - het doek. Hoewel experts sommige deelinterpretaties accepteren, worden de interpretatieve suggesties vaker van tafel geveegd of leiden tot correcties in volgende publicaties. De interpretatie van de onderzoekers van het RRP is gebaseerd op twee uitgangspunten, waarvan het eerste is dat het schilderij een thematische eenheid vormt en dus niet een onderdeel symbolisch en het andere realistisch moet worden geduid. Vanwege de "manifest symbolische aard van de figuren der twee meisjes" geven de onderzoekers de voorkeur aan een symbolische duiding. De tweede aanname is het tafereel als een afgeronde "uitdrukking van een aantal samenhangende thema's" te beschouwen en de handeling "haar cohesie dus niet ontleent aan de projectie van een in de toekomst gelegen moment".

### Symboliek
Drie figuren op het doek, de twee meisjes en de vurende musketier met de bladerhelm, verstoren een visie op het doek die uitgaat van een samenhangende activiteit. De poten van de kip aan de riem van het gouden meisje worden sinds lang en ook door het RRP beschouwd als een symbolische toespeling op de klauw in het embleem van de kloveniers. De kleding van de vurende musketier met de helm vol eikenbladeren is niet eigentijds en dat is reden om hem te zien als een figuur die buiten de werkelijkheid staat en thuishoort in historische of allegorische sferen. Bovendien is zijn gezicht niet te zien en zodoende verkrijgt hij de anonimiteit die het volgens het RRP mogelijk maakt hem te zien als personificatie van de musketrie in het algemeen, die als een soort attribuut van Banninck Cocq bij hem in de buurt staat. Hij vertoont in deze visie een parallel met de kip, waarvan het gezicht eveneens onzichtbaar is zodat de allusie aan het klauwsymbool makkelijker te herkennen is.
Het handgebaar van de kapitein, waarbij de schaduw van zijn duim en wijsvinger precies het stadswapen van Amsterdam op de jas van de luitenant omvatten, geeft als het ware aan dat de schutters de stad zullen beschermen. De eikenblaadjes op de helm van de jongen staan voor heldhaftigheid.

## Achtergrond schutterijen
Vanaf de 16e eeuw organiseerden vrijwilligers, op de manier van de beroepsgilden, zich in burgerwachten, zogenoemde schutterscompagnieën, om in tijden van oorlog of oproer ook werkelijk in actie te komen om de veiligheid van de Republiek der Zeven Verenigde Nederlanden te waarborgen. Later verloren zij hun functie, al bleef het decorum. De schutterscompagnieën verwerden tot ceremoniële gezelschappen met een niet onaanzienlijke invloed: politieke machtsuitoefening en functies werden vergeven. Zij beschikten over een eigen gebouw, doelen geheten, waar zij oefenden en bijeenkwamen bij feestelijke gelegenheden. De schutterscompagnieën dienden ook als erewacht, zoals bij de feestelijke intocht in 1638 van Maria de' Medici in Amsterdam.
De compagnie van Frans Banninck Cocq (op het schild op het schilderij weergegeven als Frans Banning Cocq) was een van de schutterscompagnieën van Amsterdam. Vanaf het eind van de 16e eeuw had elke stadswijk in Amsterdam zo'n compagnie, die was onderverdeeld in vier korporaalschappen. De schutterijen waren verdeeld in 'vendels'. Omstreeks 1640 telde Amsterdam twintig wijken en twintig vendels. Ieder vendel bestond uit ongeveer  honderdtwintig man. Een korporaalschap bestond uit ongeveer dertig man. De schutterscompagnieën waren met de verdediging van de stad belast. Aan het hoofd van elke compagnie stonden een kapitein en diens plaatsvervangende luitenant. Verder kende elke compagnie een vaandeldrager. Het was een voornaam gezelschap, waarvan de officieren en de leden er alle belang bij hadden om zich mooi uitgedost te laten portretteren. Het bestuur van de schutterij was in handen van de 'Doelheren' en een 'provoost' regelde de financiële zaken.

## Ontstaansgeschiedenis

### Kloveniersdoelen
De belangrijkste ontvangstzaal van het stadsbestuur van Amsterdam was de grote feestzaal van de Kloveniersdoelen uit 1627, waar later op dezelfde plek het Doelen Hotel werd gebouwd. Vanaf 1522 gebruikten de kloveniersschutters de toren 'Swijgh Utrecht' (uit 1481-82) als verenigingsgebouw. Toen rond 1638 de Kloveniersdoelen ernaast voltooid werd moesten drie wanden van de ontvangstzaal worden gedecoreerd. Aan de twee korte wanden waren schoorstenen.  Aan de linkerkant van de grote wand kwam Rembrandts werk. Hij hield rekening met de lichtval in de zaal en de schoorsteen van de korte wand. Daarom staan de hoofdfiguren niet centraal, maar iets naar rechts en de linker sergeant is ook naar rechts geplaatst om goed licht te vangen. De schutterscompagnieën die dat gebouw als hun pleisterplaats gebruikten, werden tussen 1640 en 1645 in opdracht van de kloveniers geportretteerd, maar alleen de schutters die het gevraagde bedrag wilden betalen werden afgebeeld. De situering van de zes verschillende schuttersstukken die alle in de grote feestzaal hingen, is begin eenentwintigste eeuw gereconstrueerd door kunsthistoricus Bas Dudok van Heel en daaruit blijkt dat het niet om individuele doeken ging, maar om 'een doorlopend fries van op elkaar afgestemde schilderijen'. Rembrandts bijdrage wijkt in compositie en kleur danig af van de andere vijf werken, wat erop wijst dat hij zich 'waarschijnlijk niet aan de opdracht heeft gehouden.' Van de vijf andere schuttersstukken werd er een vervaardigd door Rembrandts vroegere medewerker Govert Flinck, en de overige door Jacob Adriaensz. Backer, Bartholomeus van der Helst, Nicolaes Eliasz. Pickenoy en Joachim von Sandrart.

### De opdracht

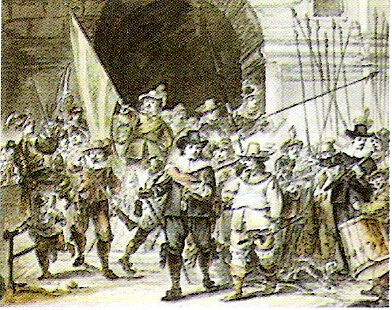
Kopie van De Nachtwacht uit het familiealbum van Frans Banninck Cocq, ca. 1650-1654, toegeschreven aan Jacob Colijn. 140 × 180 mm, Rijksmuseum Amsterdam

Wanneer Rembrandt de opdracht kreeg, is slechts bij benadering bekend. Een van de achttien betalende geportretteerden, van wie de namen prijken op het later bijgeschilderde schild of cartouche, Jan Claesz. Leijdekkers, maakte op 20 december 1640 zijn testament op en stierf een week later, zodat de militie is afgebeeld in de samenstelling van vóór december 1640. De opdracht moet dus enige tijd en misschien wel langere tijd vóór die datum gegeven zijn.
Rembrandt, die toen woonde aan de Breestraat, niet ver van de Kloveniersdoelen, heeft het enorme doek waarschijnlijk in een galerij op de binnenplaats van zijn woning geschilderd.

### Rembrandts honorarium
Twee op het schilderij afgebeelde schutters hebben in 1658 verklaard dat zestien van de afgebeelde schutters elk ongeveer honderd gulden betaalden, de een wat meer dan de ander, al naargelang hij meer of minder prominent zichtbaar was. Vanwege deze verklaring werd lang aangenomen dat Rembrandt ongeveer 1600 gulden kreeg. In de biografie die Baldinucci in 1686 in Florence uitgaf is echter sprake van 4000 scudi, wat ruim tweemaal zoveel is. Baldinucci's belangrijkste bron was Bernhardt Keil, een Deense schilder die juist bij Rembrandt in de leer was ten tijde van De Nachtwacht. Rembrandtkenner Bob Haak achtte 1600 gulden een onwaarschijnlijk laag bedrag vergeleken met wat Rembrandt ontving voor andere stukken uit deze jaren. Haak vermoedde dan ook dat de twee schutters met hun verklaring in elk geval niet op de bijdragen van Banninck Cocq en Van Ruytenburch doelden. Aangezien zij in hun geheel op het doek staan afgebeeld en duidelijk de belangrijkste figuren zijn, zou het volgens hem verbazing wekken als de twee niet aanmerkelijk meer dan honderd gulden zouden hebben betaald. Dudok van Heel acht het aannemelijk dat Banninck Cocq en Van Ruytenburch elk ongeveer vijfhonderd gulden hebben betaald, eenzelfde bedrag dat Andries de Graeff betaalde voor zijn door Rembrandt in 1639 ten voeten uit geschilderd portret.

## Slijtage, beschadigingen en restauraties
Op verschillende plekken bevinden zich lange sneden in het doek en in de verf. Het vermoeden is dat toen het schilderij nog in de Kloveniersdoelen hing, de schutters het doek door onvoorzichtigheid beschadigd hebben met hun pieken en hellebaarden. Deze beschadigingen zijn al lang geleden voor de beschouwer onzichtbaar gemaakt.
Ongeveer eens per eeuw moet nieuw linnen achter tegen een doek worden aangebracht, omdat anders materiaalmoeheid kan ontstaan, waardoor het doek slap wordt en de verfhuid kraakt. Schwartz noemde dit een 'vrij drastische ingreep', waarbij het schilderij ondersteboven wordt neergelegd en er druk op moet worden uitgeoefend om een goede hechting van de lijm te verkrijgen. Bij vroegere verdoekingen 'werd lijm door het linnenweefsel heen gedrukt tot in de craquelure van het oppervlak'; eenmaal hard geworden kan deze lijm een medeoorzaak zijn van het donker worden van het schilderij. De waarschijnlijk eerste verdoeking van De Nachtwacht vond plaats omstreeks 1761, de andere in 1851 (toen vonden ook uitvoerige herstelwerkzaamheden plaats), 1946/1947 en in 1976.
Het schilderij werd ter ere van Rembrandts 300ste geboortejaar in 1906 gerestaureerd. Het doek werd toen haaks gemaakt door smalle driehoeken aan alle vier zijden toe te voegen.
Tussen de jaren 1880 en de Tweede Wereldoorlog werd de soepelheid en transparantie van de vernislaag verbeterd door een behandeling met alcoholdamp. Daarnaast werd het doek 'ingesmeerd met een Zuid-Amerikaanse medicinale substantie, copaivabalsem, die doffe plekken opfrist.' Samen hebben beide methoden tot gevolg dat de verf anders reageert op de gangbare middelen die bij een gewone schoonmaak worden gebruikt. Bovendien is gedurende bijna een eeuw bij elke schoonmaakbeurt een minuscule hoeveelheid van de pigmenten verloren gegaan.
Tijdens de Tweede Wereldoorlog werd het schilderij losgemaakt van de lijst en opgerold, en  op verschillende plaatsen weggeborgen. Op 25 juni 1945 werd het uitgerold en schoongemaakt. De verf had bij het op- en uitrollen geen schade geleden. Een rol speelde hierbij dat Rembrandt als grondlaag een flexibel blijvende laag kwartsgrondering van zand en klei heeft gebruikt. Het doek dat in 1851 ter versteviging aan de achterkant was bevestigd, bleek wel op enkele plekken te zijn losgeraakt
Bij de restauratie van het doek in 1947 werden 63 herstelde gaten en scheuren geconstateerd. Over het algemeen waren die beschadigingen niet van ernstige aard. In de rechtervoet van de luitenant, onder de linkervoet van de kapitein en in de trommel bevonden zich gaten van ongeveer drie bij vier centimeter. In 1947 werd geconcludeerd dat de restauratie daarvan vermoedelijk al in de achttiende eeuw heeft plaatsgevonden.
Schwartz noemt drie oorzaken waardoor het schilderij beschadigd werd. De eerste is natuurlijke veroudering, waardoor in de loop der jaren niet alleen barsten in het verfoppervlak zijn ontstaan, maar door chemische processen ook de kleur en helderheid zijn veranderd. Slijtage is ook de belangrijkste factor die het aanzicht van het doek heeft verslechterd, vooral de schaduwen in het algemeen maar ook de uitgelichte middengroep op de achtergrond. De tweede en meest spectaculaire oorzaak is vandalisme. Op 13 januari 1911 hakte een werkloze scheepskok met een schoenmakersmes in op het schilderij, maar alleen de vernislaag werd beschadigd.
Op 14 september 1975 beschadigde een psychisch gestoorde man het schilderij met een gekarteld tafelmes. waarmee hij twaalf steken wist te maken, een aantal door het canvas heen: de meest linkse beschadigden het linker ondergedeelte van de figuur van Banninck Cocq en de meest rechtse raakte de trom. Het was de meest recente keer dat de verf met opzet beschadigd werd. De lengte van de beschadigingen liep van 39 cm tot een meter. Bij Banninck Cocq werd een deel van de beschildering in de vorm van een verticale, langwerpige driehoek compleet uitgesneden. De zijden ervan hadden een lengte van 28 cm en een breedte van zes cm. Toch was de beschadiging minder ernstig dan op het eerste gezicht leek: slechts 'een fractie oorspronkelijk materiaal' ging verloren. Wegens de beschadigingen waren de restauratoren genoodzaakt om de buitenste vernislaag te vernieuwen. Daaronder bevonden zich nog restanten van oudere vernislagen en besloten werd ook die te verwijderen. Slecht uitgevoerde retouches werden meteen maar vervangen en andere beschadigingen werden eveneens verholpen. Doordat het mes dwars door het schilderij was gegaan, werd aan de achterkant het doubleerdoek vervangen. De werkzaamheden namen in totaal meer dan acht maanden in beslag.

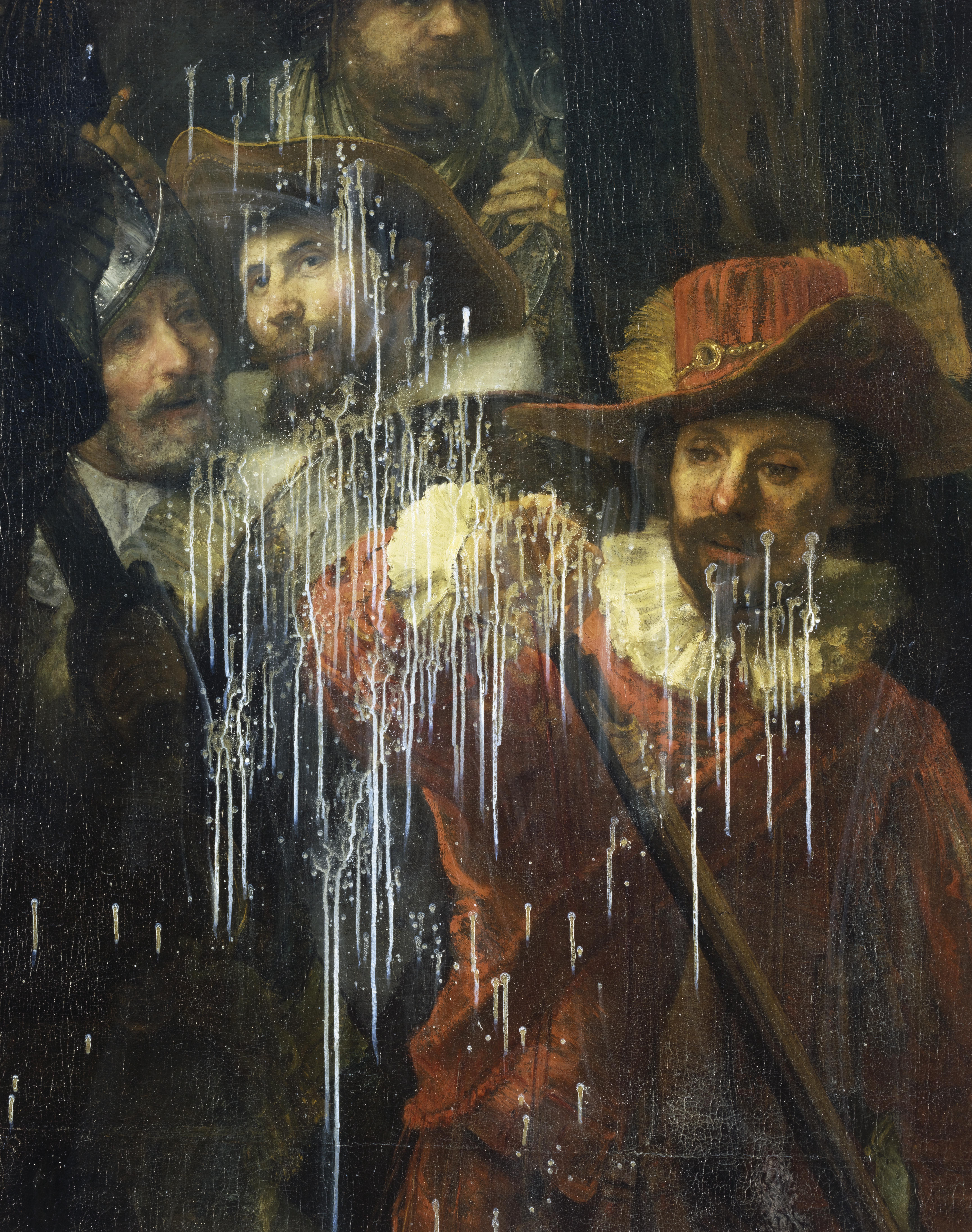
Beschadigingen na de aanslag met zoutzuur op De Nachtwacht in april 1990. Alleen het vernis werd beschadigd.

Op 6 april 1990 voorkwam snel ingrijpen van een suppoost ernstige schade toen een man het doek met zoutzuur besproeide. Het werd meteen geneutraliseerd doordat de suppoost direct gedemineraliseerd water op het schilderij spoot. Hierdoor raakte alleen de vernislaag aangetast.
Een derde oorzaak van beschadigingen zijn incidentele ongelukken en goedbedoelde maar desastreuze restauratiemethoden. In 1843 viel de hamer van een timmerman door het schilderij bij de installatie van banken.
Operatie Nachtwacht (vanaf 2019)
Op 8 juli 2019 begon Operatie Nachtwacht, de werknaam van de volgens het Rijksmuseum 'grootste restauratie ooit' van het schilderij. Onderzoek en restauratie vinden plaats 'op zaal' en kunnen door het publiek worden gevolgd doordat rond het schilderij een 'glazen huis' is opgetrokken. Hierdoor kan De Nachtwacht tijdens de hele operatie in de museumzaal blijven hangen. Bezoekers kunnen meekijken via de livestream.

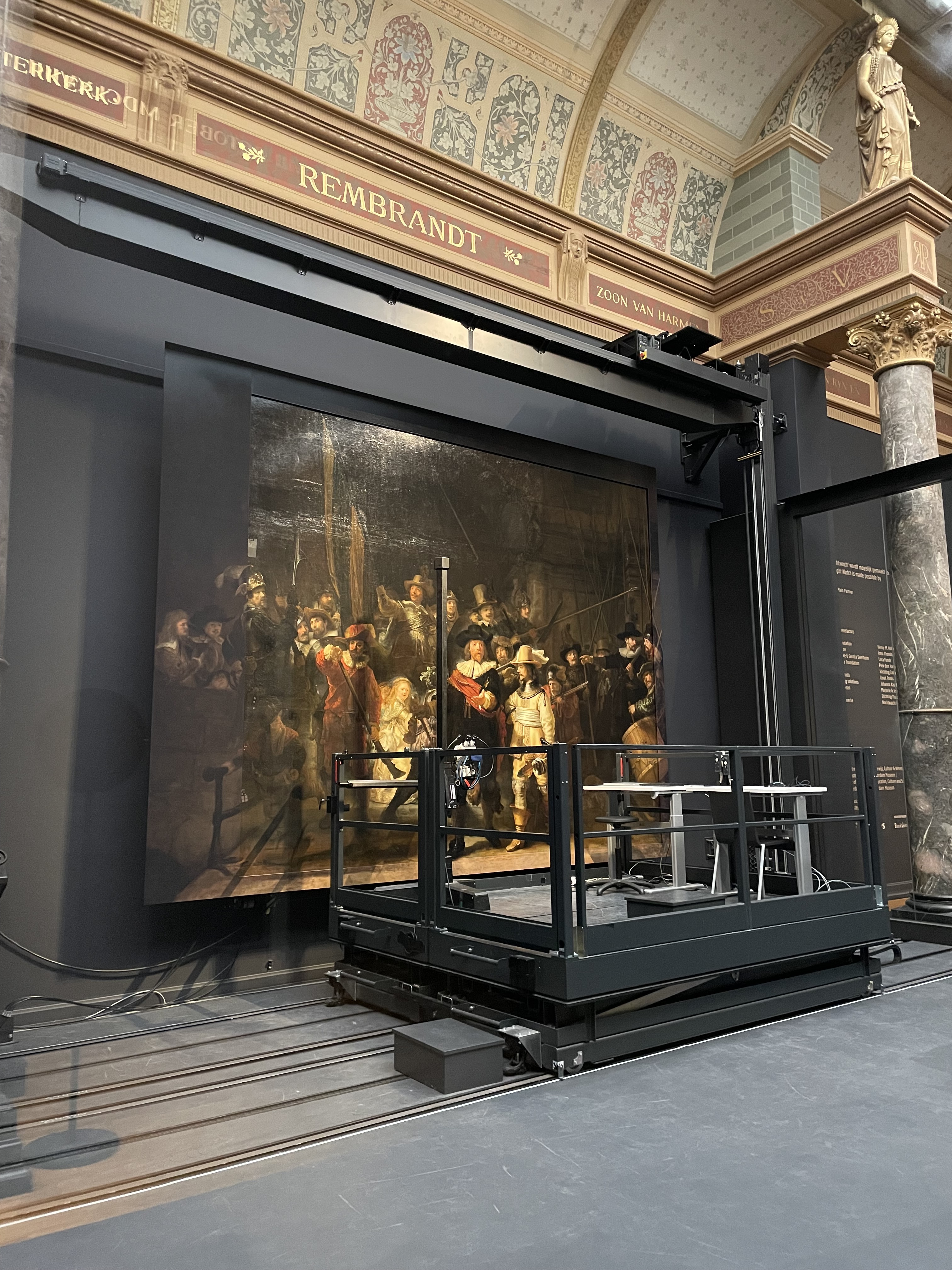
Operatie Nachtwacht in 2021, aangevuld met kunstmatig gefabriceerde ontbrekende delen die oorspronkelijk in of vlak na 1715 werden weggesneden

Het team van 29 personen bestaat uit onder meer restauratoren, conservatoren, natuurwetenschappers en fotografen. Elke dag van de week werken drie leden van dit team aan het onderzoek. Het omvat achtereenvolgens:
- 24-uurs röntgenopnamen met een macroröntgenfluorescentiescanner.
- onderzoek met een 'hoofdloep' (die tien maal vergroot) en een microscoop
- het maken van 12.500 foto's[60] met een dusdanig hoge resolutie dat er ingezoomd kan worden 'op een oppervlakte vijf keer dunner dan een mensenhaar'.[61] Ook werden 3D-beelden gemaakt.

Doel van het onderzoek is om zo veel mogelijk te weten te komen. Het team stelde hierbij vragen als:
- welke verven heeft Rembrandt gebruikt en waarom?
- hoe is de verf sindsdien veranderd?
- waarom zit er een waas over bepaalde delen?
- is het schilderij donkerder geworden?

Het vooronderzoek zou tien maanden in beslag nemen, maar vanwege de coronacrisis, waarbij de medewerkers minimaal 1,5 meter afstand moesten houden, ging het langer duren. Slechts twee medewerkers konden nog tegelijkertijd bij het schilderij werkzaam zijn.
Als onderdeel van het onderzoek werden van het schilderij 528 digitale foto’s gemaakt, 24 rijen van 22 afbeeldingen. De daaruit ontstane afbeelding van het complete schilderij is 44,8 gigapixels groot, ofwel 44.804.687.500 pixels. De afstand tussen de pixels bedraagt twintig micrometer (0,02 mm). Het stelde onderzoekers in staat het schilderij op afstand zeer nauwkeurig te bestuderen. De afbeelding wordt gebruikt om komende verouderingsprocessen in kaart te brengen.
Op 3 januari 2022 zette het Rijksmuseum een afbeelding van 717 gigapixels van De Nachtwacht online. De afstand tussen twee pixels bedraagt daarbij vijf micrometer (0,005 millimeter). Voor deze afbeelding werden met een 100-megapixel Hasselblad H6D 400 MS-camera 8439 aparte foto’s van 5,5 cm x 4,1 cm geschoten. De foto's werden vervolgens met kunstmatige intelligentie aan elkaar gevoegd. Dat leverde een bestand op van 5,6 terabyte.
In de zomer en het najaar van 2021 was het doek tijdelijk te zien in de originele staat, met de ontbrekende stukken die rond 1715 werden weggesneden. Met behulp van kunstmatige intelligentie en de reproductie van Gerrit Lundens werden de stroken gereconstrueerd.

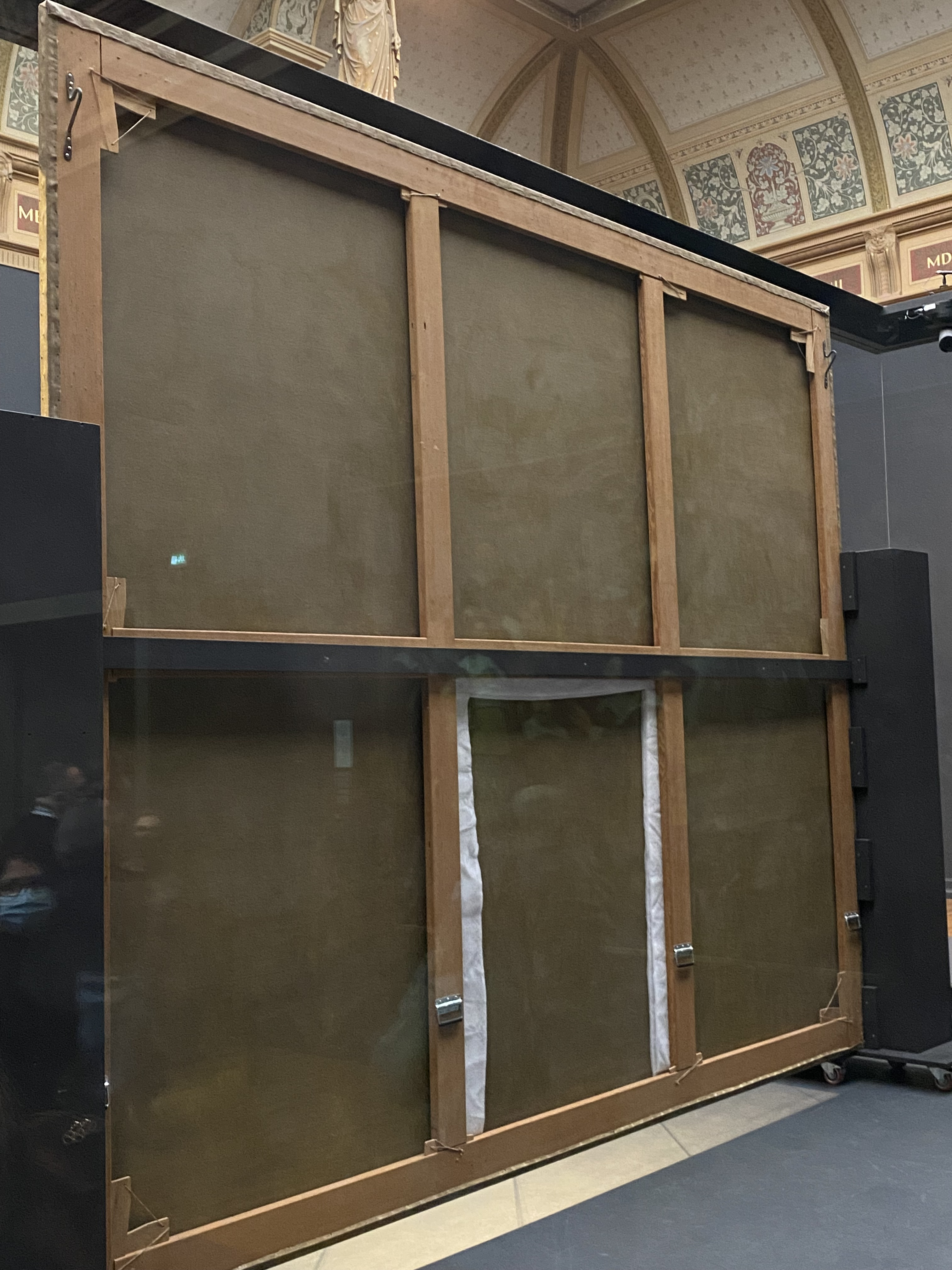
Achterkant van De Nachtwacht tijdens Operatie Nachtwacht (21 november 2021).

Met de laatste technieken werd een beeld gekregen van een eerste schets die Rembrandt op het doek afbeeldde. Niet eerder werd een dergelijke schets op een schilderij van Rembrandt aangetroffen. Uit de schets bleek dat hij slechts enkele kleine wijzigingen doorvoerde. Zo werden er uiteindelijk minder speren geschilderd en het lijkt dat op de schets nog een extra zwaard te zien is die in het eindresultaat niet meer voorkomt en op de helm van de schutter Claes van Cruijsbergen schetste Rembrandt in eerste instantie een veer. Een ander aspect dat aan het licht kwam, is dat Rembrandt een pigment met arseen gebruikte voor het borduurwerk van de mouwen en jas van luitenant Willem van Ruytenburgh.
De rookwolk direct links van het hoofd van kapitein Frans Banninck Cocq, die op de kopie van Lundens nog goed zichtbaar is, blijkt verdwenen te zijn door slijtage. Bij de hond is er ook sprake van slijtage. De toplagen van de verf zijn hier verdwenen en alleen nog de schets is zichtbaar. Eerder werd nog gedacht dat de wazige weergave van de hond het gevolg was van chemische reacties in de verf. Rembrandt bleek het blauwe pigment smalt gebruikt te hebben dat niet stabiel is en in de loop der eeuwen bruin werd. Smalt gebruikte hij onder meer op de inmiddels bruine delen van het paarse kostuum van de schietende schutter, maar ook voor de sokken van de jongen die de kruithoorn vasthoudt. Lood in de verf is op sommige delen van het schilderij gaan reageren met olie. Dit veroorzaakte witte bobbeltjes die in het verleden bij het schoonmaken van het schilderij zijn verwijderd of er vanzelf zijn afgevallen. Wat overbleef waren zwarte stipjes, die waar zijn te nemen op de linkerwang van kapitein d'armes Jan Adriaensen Keijser die zich tussen Banninck Cocq en Van Ruytenburgh bevindt.

## Geldelijke waarde
De waarde van het schilderij kan niet in geld uitgedrukt worden. Het is niet te koop of ooit te koop geweest. De schutterij die destijds de opdracht aan Rembrandt verstrekte, was een stedelijke instelling en De Nachtwacht is sindsdien eigendom van de gemeente Amsterdam, in eeuwigdurende bruikleen aan het Rijksmuseum. Het televisieprogramma De Rekenkamer kwam in de uitzending van 9 september 2011 tot een geschatte waarde van ruim 500 miljoen euro.

## Zeventiende-eeuwse commentaren
Uit 1678 dateert het oudste overgeleverde commentaar op het schilderij. Samuel van Hoogstraten was Rembrandts leerling in de eerste helft van de jaren veertig, dus ten tijde van het werk aan De Nachtwacht. In zijn Inleyding tot de hooge schoole der schilderkonst uit 1678 biedt hij een uiteenzetting van zijn kunstzinnige ideeën, die mogelijk gedeeltelijk aan Rembrandt zelf zijn ontleend. Hij schrijft daarin: 'Al wat de konst stuk voor stuk vertoont, is een nabootsing van natuerlijke dingen, maer het bij een schikken en ordineeren komt uit den geest des konstenaers hervoor, die de deelen, die voorgegeven zijn, eerst in zijne inbeelding verwardelijk bevat, tot dat hyze tot een geheel vormt, en zoo te zamen schikt, datze als een beeld maken'. De kunst is om alle beelden die samen een historie vormen zodanig te schikken dat er 'geen de minste te veel noch te weynich in schijnt te zijn' en het resultaat een proeve van 'Simmetrie, Analogie, en Harmonie' is. Het volstaat niet dat 'een Schilder zijn beelden op ryen nevens malkander stelt, gelijk men hier in Hollant op de Schuttersdoelen al te veel zien kan.' De ware meesters weten te bereiken 'dat haer geheele werk eenwezich is, gelijk Clio uit Horatius leert. 'Dit streven naar eenheid heeft Rembrandt 'in zijn stuk op den Doele tot Amsterdam zeer wel, maer na veeler gevoelen al te veel, waergenomen, maekende meer werks van het groote beelt zijner verkiezing, als van de byzondere afbeeltsels, die hem waren aenbesteet.' Hij voorspelde over het doek: 'Echter zal dat zelve werk, hoe berispelijk, na mijn gevoelen al zijn meedestrevers verdueren, zijnde zoo schilderachtich van gedachten, zoo zwierich van sprong, en zoo krachtich, dat, nae zommiger gevoelen, al d' andere stukken daer als kaerteblaren nevens staen. Schoon ik wel gewilt hadde, dat hij 'er meer lichts in ontsteeken had.'
In 1686 schreef de Italiaan Filippo Baldinucci een boek over grafische kunst, waarin hij vermeldde dat het schilderij erg bewonderd werd omdat het perspectief van de kapitein met de sponton in zijn hand zo uitstekend was dat het leek of die in haar volle lengte was afgebeeld. Zelf vond hij het doek verwarrend en donker. Dergelijke kritiek gaf aanleiding tot het ontstaan van de negentiende-eeuwse mythe dat het doek door de opdrachtgevers niet aanvaard zou zijn. Deze mythe berust op een kennelijke verwarring met het schilderij De samenzwering van de Bataven onder Claudius Civilis, dat Rembrandt in opdracht van het stadsbestuur maakte voor het nieuwe stadhuis en dat in de zomer van 1662 werd afgeleverd, maar nog voor de jaarwisseling 'van de muur gehaald en aan de schilder geretourneerd' werd om onbekende redenen.
Inmiddels behoort het schilderij tot de beroemdste ter wereld.

## Provenance

### 17e en 18e eeuw
Van 1642 tot in elk geval 1715 hing het doek in de grote feestzaal van de Kloveniersdoelen aan de huidige Amsterdamse Nieuwe Doelenstraat. In of vlak na 1715 verhuisde het naar de Kleine Krijgsraadkamer van het stadhuis op de Dam, het huidige Paleis op de Dam. Sindsdien meet het schilderij 363 bij 438 cm. Het moest daar namelijk tussen twee deuren hangen, en daarom werd er aan alle zijden een strook afgesneden. Hierdoor verdwenen er aan de boven-, linker- en rechterzijde enkele details. Ter linkerzijde verdwenen een brugleuning, twee schutters en de pluim van de hoed van een derde man. Bovendien werd het effect van een bewegend gezelschap afgezwakt. De afgesneden delen van het schilderij zijn verloren gegaan, maar aangezien Frans Banninck Cocq een replica en een aquarel van het schilderij heeft laten maken, kan men indirect nog steeds de weggesneden gedeelten bestuderen, zij het op veel kleiner formaat. Zo meet de replica door Gerrit Lundens in de National Gallery te Londen slechts 67 bij 85,5 cm.

### 19e en begin 20e eeuw
In 1808 nam koning Lodewijk Napoleon het stadhuis in gebruik als zijn koninklijk paleis en werd het doek in februari dat jaar in het Trippenhuis in bewaring gegeven, waar destijds de kunsthandelaar C.S. Roos woonde. Het bleef daar maar kort, want op 8 augustus 1808 was het weer terug. Vanaf 1815 tot 1885 hing het schilderij in het koninklijk museum in het Trippenhuis. Het hing in de voormalige Grote Sael van Hendrick Trip. Bij de opening van het Rijksmuseumgebouw in 1885 kreeg De Nachtwacht als bruikleen van de gemeente Amsterdam aldaar een nieuwe plek toegewezen. Het kwam te hangen in de speciaal hiervoor gebouwde Nachtwachtzaal. In 1898 werd De Nachtwacht tijdelijk tentoongesteld op de Rembrandttentoonstelling in het Stedelijk Museum ter gelegenheid van de inhuldiging van koningin Wilhelmina. Daar werd de conclusie getrokken dat het schilderij in het Rijksmuseum beter belicht zou moeten worden. Hiervoor werd een nieuwe Nachtwachtzaal gebouwd, die op 16 juli 1906 door prins Hendrik geopend werd, ter gelegenheid van het 300ste geboortejaar van Rembrandt.

### Tweede Wereldoorlog

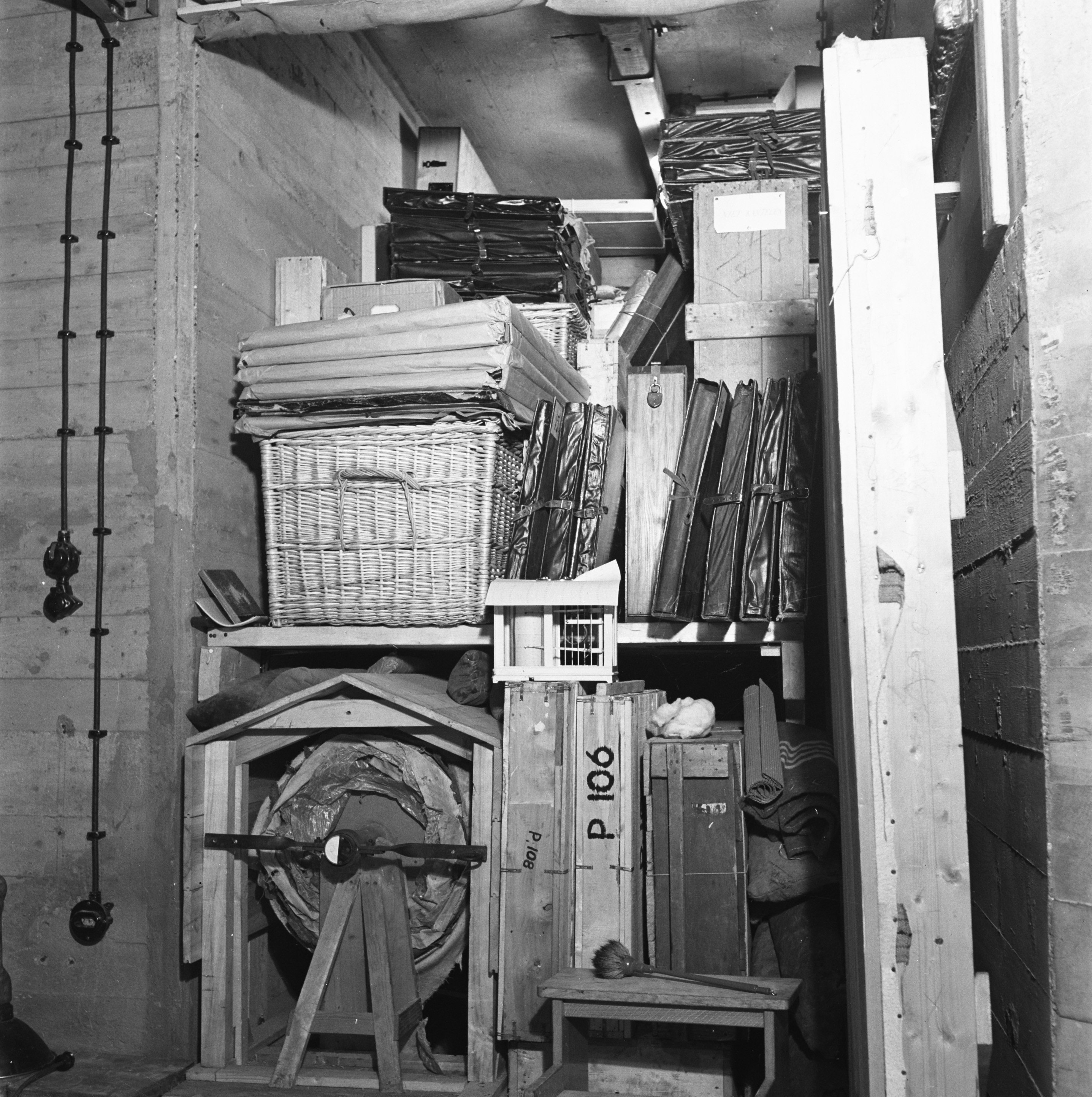
De Nachtwacht opgerold in de mergelgrotten bij Maastricht

Wegens dreigend oorlogsgeweld werd De Nachtwacht in september 1939 overgebracht naar kasteel Radboud in Medemblik. Bij de evacuatie werd gebruik gemaakt van een aparte smalle doorgang die in 1934 was aangebracht in de Nachtwachtzaal om het schilderij in noodgevallen weg te halen. Na Medemblik verhuisde het doek op 12 mei 1940 naar de kunstbunker bij Castricum, in eigendom van de stad Amsterdam, waartoe het uit de lijst moest worden gehaald en ter plekke werd opgerold met de beschildering aan de buitenkant; de diameter van het opgerolde doek bedroeg zestig centimeter. Op 21 maart 1941 werd het verhuisd naar de Rijkskluis bij Heemskerk en op 24 maart 1942 werd De Nachtwacht naar de kunstbunker in de Sint-Pietersberg bij Maastricht overgebracht.
Na afloop van de Duitse bezetting arriveerde op 25 juni 1945 het schilderij per binnenschip in Amsterdam voor de expositie Het Weerzien der Meesters. De toenmalige directeur van het Rijksmuseum, Van Schendel, viel bij die gelegenheid boven op het schilderij, dat hiervan geen ernstige schade ondervond.

### Eind 20e en 21e eeuw
Tijdens de meer dan tien jaar durende verbouwing en renovatie van het Rijksmuseum vanaf 2003 hing De Nachtwacht tijdelijk in de Druckeruitbouw.  Op 11 december 2003 werd De Nachtwacht  met veel publiciteit omgeven uit de lijst gehaald; ingepakt in vetvrij papier; in een houten frame gehangen dat in twee beschermhoezen werd gestoken; op een kar over straat naar de andere vleugel gereden; omhooggetakeld, en door een speciale gleuf het gebouw binnengebracht.
Op 27 maart 2013 werd het schilderij teruggeplaatst in de Nachtwachtzaal, onder strenge veiligheidsmaatregelen. De politie had de wijde omgeving van het museum afgezet. Het schilderij werd in een houten raamwerk geplaatst, en daaromheen werd een beschermhoes aangebracht met sensoren die de temperatuur, de luchtvochtigheid en schokken registreerden. Daaromheen zat weer een stalen omhulsel van 300 kilo en een isolatielaag van speciaal schuim. Op 13 april 2013 werd het Rijksmuseum heropend en was De Nachtwacht na bijna tien jaar weer op haar originele locatie in het museum te aanschouwen.

## Adaptaties en invloed

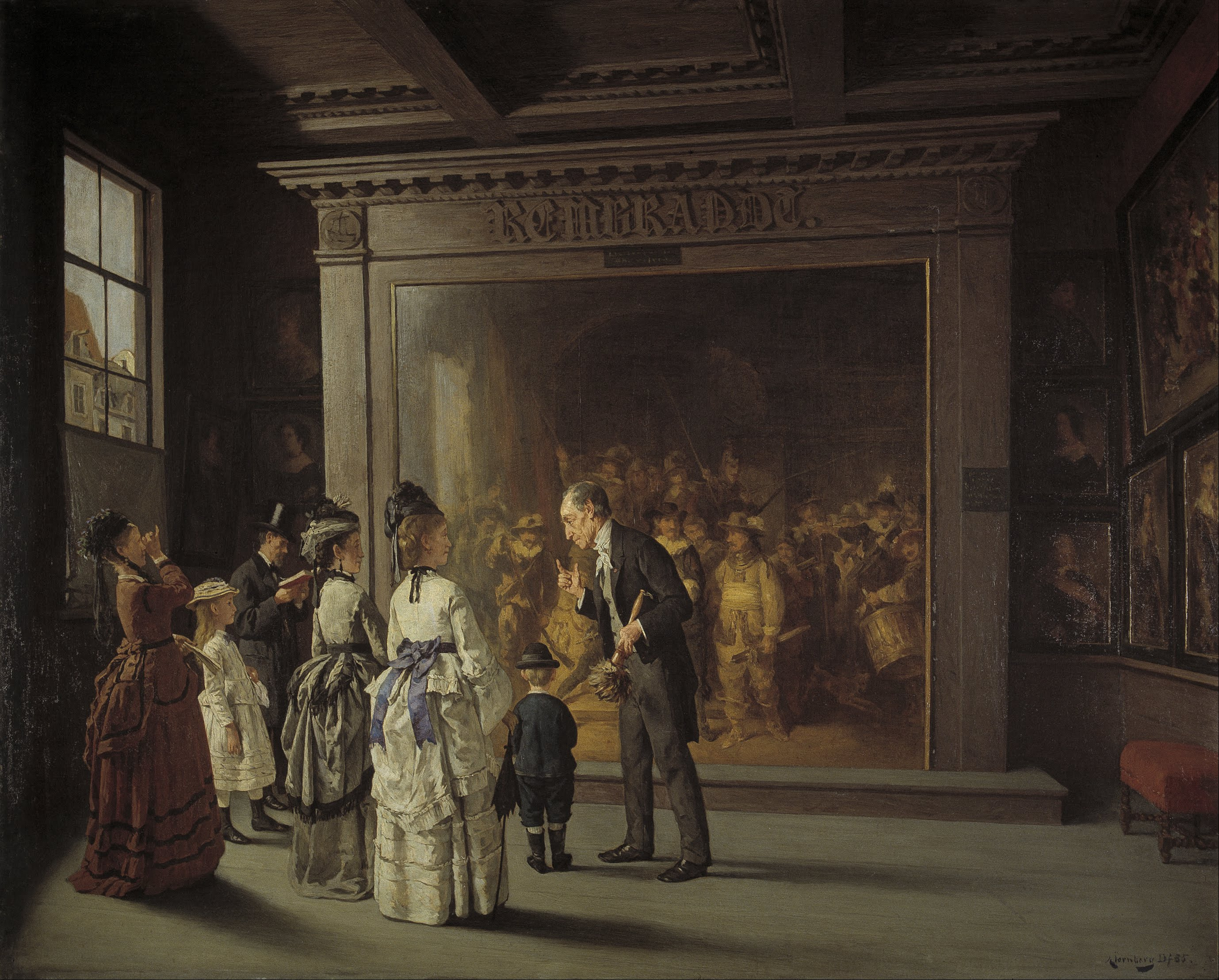
August Jernberg, Bezoekers voor De Nachtwacht in het Trippenhuis, schilderij uit 1880, gebaseerd op een schets uit 1872, 65 × 81 cm, Konstmuseum Malmö

- In 1885 trad De Nachtwacht toe tot de schilderijen die op schilderijen afgebeeld zijn, toen de naar Duitsland geëmigreerde Zweedse schilder August Jernberg (1826-1896) op basis van een schets uit 1872[78] een schilderij maakte van de zaal in het Trippenhuis waar De Nachtwacht hing. Daarop zijn de bezoekers afgebeeld die voor het doek staan.
- In 1942 schreef de Nederlandse componist Henk Badings zijn opera De Nachtwacht over het leven van Rembrandt.
- De Britse filmregisseur Peter Greenaway begon in juni 2006 aan een film over Rembrandt en De Nachtwacht. De film heet Nightwatching en gaat over de drie vrouwen van Rembrandt en de gevolgen die het schilderen van De Nachtwacht voor Rembrandt had. De film zou oorspronkelijk uitkomen tijdens het Rembrandtjaar, vierhonderd jaar na Rembrandts geboorte, maar kwam uiteindelijk uit in 2008. In datzelfde jaar beeldde Greenaway de personages van De Nachtwacht uit in een installatie in het Rijksmuseum.

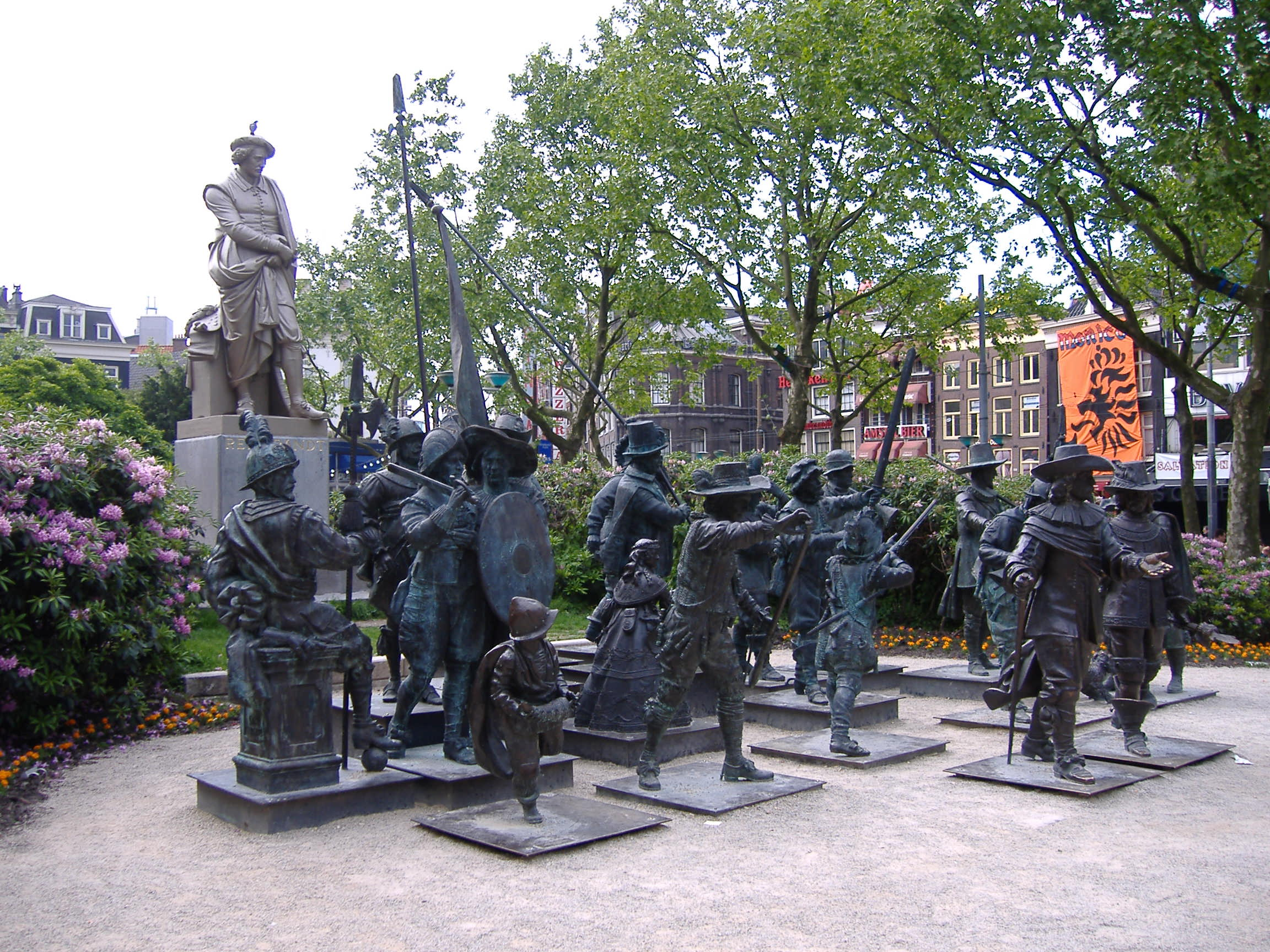
De beeldengroep Nachtwacht in 3D op het Amsterdamse Rembrandtplein met op de achtergrond het grote, gietijzeren Rembrandtstandbeeld uit 1852, door beeldhouwer Louis Royer

- De Nachtwacht is als vensternummer 16 in de Canon van Amsterdam opgenomen.
- De Nachtwacht 3D van Michael Dronov en Alexander Taratinov bestaat uit bronzen beelden die de belangrijkste figuren uit het beroemde schilderij weergeven. De beelden zijn in 2006 op het Rembrandtplein in Amsterdam geplaatst ter gelegenheid van het Rembrandtjaar op initiatief van de plaatselijke ondernemingsvereniging.
- In het Overijsselse Dalfsen maakte een lokale huisschilder, Jan van der Horst, tussen 1985 en 1990 een kopie van De Nachtwacht. Deze hangt in het café-restaurant "Expo Madrid" in het dorp. Het schilderij wordt ook wel De Nachtwacht van Dalfsen genoemd.[79]
- In 2019 werd er een fotografische reconstructie gemaakt door Julius Rooymans, genaamd Nachtwacht360.[80] Hierbij werden look-alikes ingezet en ook werd er een 'nieuwe Nachtwacht' gemaakt, namelijk een fictieve scène die zich aan de andere zijde van het schilderij afspeelt.
- De nachtwachtbrigade is een verhaal uit de Suske en Wiske-reeks en het schilderij vervult een hoofdrol. Het album verscheen in het vierhonderdste geboortejaar van Rembrandt van Rijn. In het verhaal komen ook andere bekende werken aan bod, zoals De anatomische les van Dr. Nicolaes Tulp (eveneens van Rembrandt), en nemen de striphelden onbewust poses aan uit het meesterwerk van Rembrandt. Bij wijze van grap werd gesteld dat de onbekende figuur, wiens hoofd slechts ten dele zichtbaar is, in werkelijkheid Lambik is, die het met Rembrandt op een akkoordje gooide om alsnog op het doek te kunnen prijken. Jerom maakt aan het einde van het avontuur in het 17e-eeuwse Amsterdam de cynische opmerking dat, om het doek buiten te krijgen, ze het zullen moeten verzagen. Het idee doet Rembrandt gruwen van afgrijzen. Ironisch genoeg zal precies dat gebeuren.
- De Nachtwacht komt voor in alle spellen van de Animal Crossing-series, onder de naam "amazing painting".
- Op het muziekalbum Starless and Bible Black van de Engelse rockgroep King Crimson staat een nummer met de naam "The Night Watch", waarin tekstdichter Richard Palmer-James zijn indrukken van het schilderij en de Nederlandse samenleving verwoordt.
- Ayreon heeft een lied aan het schilderij gewijd, namelijk The Shooting Company of Captain Frans B. Cocq, en werd uitgebracht op het album Universal Migrator Part 2: Flight of the Migrator.
- Op 17 december 2019 maakte de Internationale Astronomische Unie officieel bekend dat de definitieve naam voor exoplaneet HAT-P-6-b, Nachtwacht is.[81]
- Het schilderij komt voor in de videogame Horizon Forbidden West van Guerrilla Games in de kluis gevuld met kunst van Tilda van der Meer.